# マクベス・シバヤ
ントゥツコ・マクベス=マオ・シバヤ（Ntuthuko Macbeth-Mao Sibaya, 1977年11月25日 - ）は、南アフリカ共和国・ダーバン出身の元サッカー選手。ポジションはボランチ。

## 経歴
ハンガリー、南アフリカ共和国、ノルウェーのクラブを渡り歩いた後、2003年に当時はまだ弱小クラブであったFCルビン・カザンへと加入する。
シバヤ加入以降のルビンは徐々に力をつけ、2008年シーズンには遂にリーグ優勝を飾り、翌2009年シーズンにはUEFAチャンピオンズリーグ 2009-10の舞台へと駒を進め、グループリーグではFCバルセロナを破る快挙を成し遂げた。

## 人物
- 既婚者であり、2児の父親。
- 長髪かつドレッドヘアの風貌通り、音楽はレゲエを好む。

## 代表歴

### 出場大会
- 南アフリカ代表
  - 2002 FIFAワールドカップ
  - 2010 FIFAワールドカップ

### 試合数
- 国際Aマッチ 62試合 0得点（2001年-2010年）[1]

| 南アフリカ代表 | 国際Aマッチ | 国際Aマッチ |
| 年             | 出場        | 得点        |
| -------------- | ----------- | ----------- |
| 2001           | 1           | 0           |
| 2002           | 15          | 0           |
| 2003           | 5           | 0           |
| 2004           | 4           | 0           |
| 2005           | 0           | 0           |
| 2006           | 2           | 0           |
| 2007           | 9           | 0           |
| 2008           | 8           | 0           |
| 2009           | 12          | 0           |
| 2010           | 6           | 0           |
| 通算           | 62          | 0           |

## 獲得タイトル
FCルビン・カザン
- コパ・ラ・マンガ：2 (2005, 2006)
- ロシアサッカー・プレミアリーグ : 2 (2008, 2009)